# Admiral flotilje (Bundesmarine)
Admiral flotilje (izvirno nemško Flottillenadmiral; okrajšava: FltlAdm; kratica: FADM) je admiralski čin v Bundesmarine (v sklopu Bundeswehra). Čin je enakovreden činu generalmajorja (Heer in Luftwaffe) in specialističnemu činu Admiralstabsarzta (vojaška medicina).
Nadrejen je činu kapitana in podrejen činu kontraadmirala. V sklopu Natovega STANAG 2116 spada v razred OF-6, medtem ko v zveznem plačilnem sistemu sodi v razred B6.

## Oznaka čina
Oznaka čina, ki je sestavljena iz enega zlatega traku, ene zlate črte in ene zlate zvezde, je v dveh oblikah: narokavna oznaka (na spodnjem delu rokava) in naramenska (epoletna) oznaka.
Poveljniška zastava admirala flotilje je sestavljena iz malteškega križa s tremi pikami (v levem zgornjem in spodnjem ter desnem zgornjem kotu) na beli podlagi.
Galerija
- Narokavna oznaka
- Naramenska (epoletna) oznaka